# 水族館の一覧
水族館の一覧（すいぞくかんのいちらん）は、世界の代表的な水族館を大陸・国ごとにまとめた一覧である。

## アジア

### アラブ首長国連邦
- ドバイ水族館 - ドバイ
- ロストチェンバー水族館

### イスラエル
- エイラート水族館

### 韓国
- コエックス水族館 - ソウル
- ロッテワールドアクアリウム - ソウル

### シンガポール
- シー・アクアリウム
- マリンライフパーク
- リゾート・ワールド・セントーサ

### タイ
- サイアム・オーシャンワールド

### 台湾
- 国立海洋生物博物館

### 中国
- 上海水族館
- 長隆海洋王国

#### 香港
- 香港海洋公園

## アフリカ

### エジプト
- アレクサンドリア水族館 - アレクサンドリア

### 南アフリカ
- トゥーオーシャンズ水族館 - ケープタウン

## ヨーロッパ

### アイルランド
- シーライフセンター
- ディングル・オーシャン・ワールド

### イギリス
- ディープシーワールド
- ロンドン水族館

### イタリア
- ジェノヴァ水族館

### ギリシア
- アクアワールド水族館 - ヘルソニソス
- クレタクリウム - クレタ島

### スイス
- バーゼル動物園

### スペイン
- オセアノグラフィック水族館 - バレンシア
- サン・セバスティアン水族館 - サン・セバスティアン

### デンマーク
- デンマーク水族館 - シャルロッテンボー

### ドイツ
- シーライフセンター - ティンメンドルファー・シュトランド
- シーライフセンター - ベルリン
- シーライフセンター - ドレスデン
- シーライフセンター - ミュンヘン
- シーライフセンター - コンスタンツ
- シーライフセンター - シュパイアー
- シーライフセンター - オーバーハウゼン
- シーライフセンター - ニュルンベルク
- シーライフセンター - ケーニッヒスヴィンター
- シーライフセンター - ハノーファー
- ベルリン動物園 ロジカルガーデン - ベルリン

### ベルギー
- アクアトピア - アントワープ
- シーライフセンター - ブランケンブルグ

### ポルトガル
- リスボン水族館 - リスボン
- シーライフセンター・ポルト - ポルト

### モナコ
- モナコ海洋博物館 - モナコ

### ロシア
- モスクワ水族館 - モスクワ

## 北アメリカ

### アメリカ合衆国
- UCSD海洋博物館
- シーワールド
- シェッド水族館 - シカゴ
- ジョージア水族館 - アトランタ
- テネシー水族館 - チャタヌーガ
- トレド動物園
- ニューイングランド水族館 - ボストン
- フロリダ水族館 - タンパ
- ボルチモア国立水族館 - ボルチモア
- ムーディーガレンズ動物園
- モントレーベイ水族館 - モントレー
- ワイキキ水族館 - ホノルル
- リプリース水族館

### カナダ
- バンクーバー水族館
- ケベック水族館

## 南アメリカ

### アルゼンチン
- マル・デル・プラタ水族館

### ブラジル
- ウバツバ水族館

## オセアニア

### オーストラリア
- シドニー水族館 - シドニー
- メルボルン水族館 - メルボルン

### グアム
- アンダーウォーターワールド - タモン